# 乐显扬
樂顯揚（1630年—1688年），號尊育，北京人，祖籍浙江寧波府慈水鎮，為同仁堂創始者。

## 生平
永樂年間，曾祖父樂良才舉家遷往北京，以走街串巷，行醫賣藥為生，在當時稱為鈴醫。樂顯揚自幼耳濡目染，廣讀典籍。清初樂顯揚在皇宮太醫院出任出納文書的吏目，收集大量的宮廷秘方、古方、民間驗方及祖傳秘方。
康熙八年（1669年）樂顯揚始創同仁堂，位於西打磨廠，同仁堂的由來是樂顯揚認為“同仁二字可以命堂名，吾喜其公而雅，需誌之”。康熙二十七年（1688年），乐显扬去世。至中華人民共和國成立，樂家共有十三代傳人經營同仁堂。